# Terzenbrunn

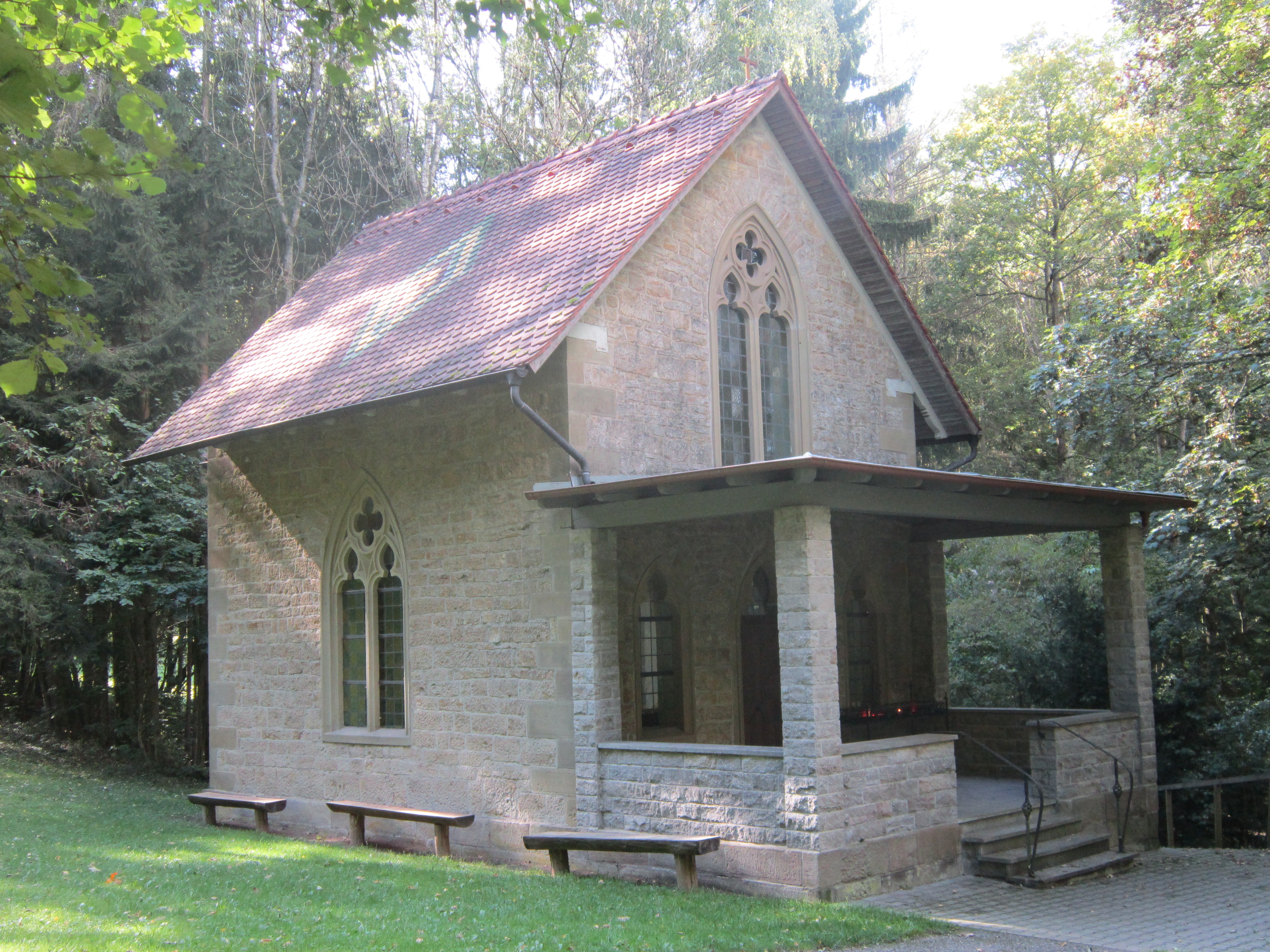
Der Terzenbrunn

Der Terzenbrunn ist eine Kapelle in Arnshausen, einem Ortsteil des in Unterfranken gelegenen Kurorts Bad Kissingen. Der Terzenbrunn gehört zu den Bad Kissinger Baudenkmälern und ist unter der Nummer D-6-72-114-167 in der Bayerischen Denkmalliste registriert.

## Geschichte

### Anfänge
Der Standort der heutigen Kapelle Terzenbrunn ist seit dem 17. Jahrhundert als an einer Quelle gelegener Gnadenort bekannt, an dem sich damals bereits eine kleine Kapelle befand. Der Sage zufolge hatte sich Gudelinde, die Gattin von Iring, dem Schlossherrn der Eiringsburg, bei einem Ausritt verirrt. Iring soll sich auf die Suche nach ihr gemacht haben und gelobt haben, an dem Ort, an dem er sie finden würde, eine Kapelle zu errichten. Die ersten nachweislichen Belege stammen von 1651 für einen Opferstock sowie von 1752 für eine kleine Kapelle oder ein Heiligenhäuschen.
Der Name der Kapelle, der Heilkräfte bei Kinderwunsch oder der Heilung von Krankheiten nachgesagt wurden, wandelte sich von „Datzenbrünn“ über „Derzenbrunn“ zu „Terzenbrunn“. Eine Theorie besagt, dass der Name von einer Zollstation herrührt, der im 14. Jahrhundert als Würzburger Lehen Abgaben für Endres von Eltingshausen sammelte; aus „Datz(en)“, der Bezeichnung für den damaligen Zoll beziehungsweise dessen Abgabe, sei dann der Name des Gnadenortes entstanden.
Einer anderen Sage zufolge entstammt der Name der Kapelle einer Begebenheit aus dem Dreißigjährigen Krieg. So soll eine Gruppe von zehn Frauen auf der Flucht vor den nahenden Schweden Zuflucht in der Kapelle gefunden haben. Einer der schwedischen Soldaten soll, als er die Frauen verhöhnte, beim Betreten der Kapelle gestürzt sein und den Tod gefunden haben. Einer anderen Version zufolge wurde er geheilt, mal weil er betete und aus der Quelle trank, mal wurde er von einem Klausner gesundgepflegt und bekannte sich zum Christentum.
Die Erwähnung einer Wüstung in einer Fuldaer Tradition aus den Jahren 815 und 816 („In page Salageue ad Arinebrunnen“ oder „Arnebrunnen“ oder „Arinsbrunnen“) könnte sich auf den Terzenbrunn beziehen; jedoch ist ein Zusammenhang mit dem Gnadenort oder gar mit Arnshausen nicht sicher erwiesen. Ähnlich verhält es sich mit einer Erwähnung vom 29. April 1503 bezüglich des Tausches einer Kapelle namens Stae Crucis durch Vikar Johann Eckart mit dem Herbstädter Pfarrer Georg Beutler. Da jedoch die Urkunde, auf die sich R. Emmerich in diesem Zusammenhang in seiner Chronik des Dorfes Arnshausen bezieht, im Zweiten Weltkrieg beim Bombenangriff auf Würzburg verloren gegangen ist, ist jedoch unklar, ob es sich hier um den Gnadenort Terzenbrunn oder eine inzwischen abgegangene Kapelle handelt.

### Neubau von 1861
Anfang des 19. Jahrhunderts beklagte der Arnshausener Pfarrer Philipp Carl Manger, dass sowohl die räumliche Entfernung der Kapelle als auch die geringe, lediglich vier Menschen Platz bietende Größe der Kapelle zu einem unsittlichen Verhalten seiner Gläubigen führe. Jedoch blieb die Situation bestehen, da das in Euerdorf ansässige Königl. Landgericht eine Kränkung der Gläubigen in ihren religiösen Gefühlen bei einer Versetzung der Kapelle neben die Arnshäusener Kirche befürchtete.
Eine Anordnung zum Neubau der Kapelle unter Planung durch den Kissinger Bauinspektor Rösser erfolgte dann aber am 29. März 1861. Die Finanzierung erfolgte durch Spenden sowie durch eine Sammlung in den Nachbargemeinden. Am 24. Juli 1861 erfolgte die Legung des Grundsteins, dem im Sinne einer Zeitkapsel Geldstücke aus dem Jahr 1861 eingelegt wurden. Am 4. November 1861 erfolgte die Einweihung der neuen Kapelle, die dem Hl. Kreuz und dem Hl. Antonius geweiht wurde. Am 20. November 1861 wurde der bisherige Brunnen verschüttet; 1862 erfolgte die Anlage eines neuen Brunnens.

### Nach 1861

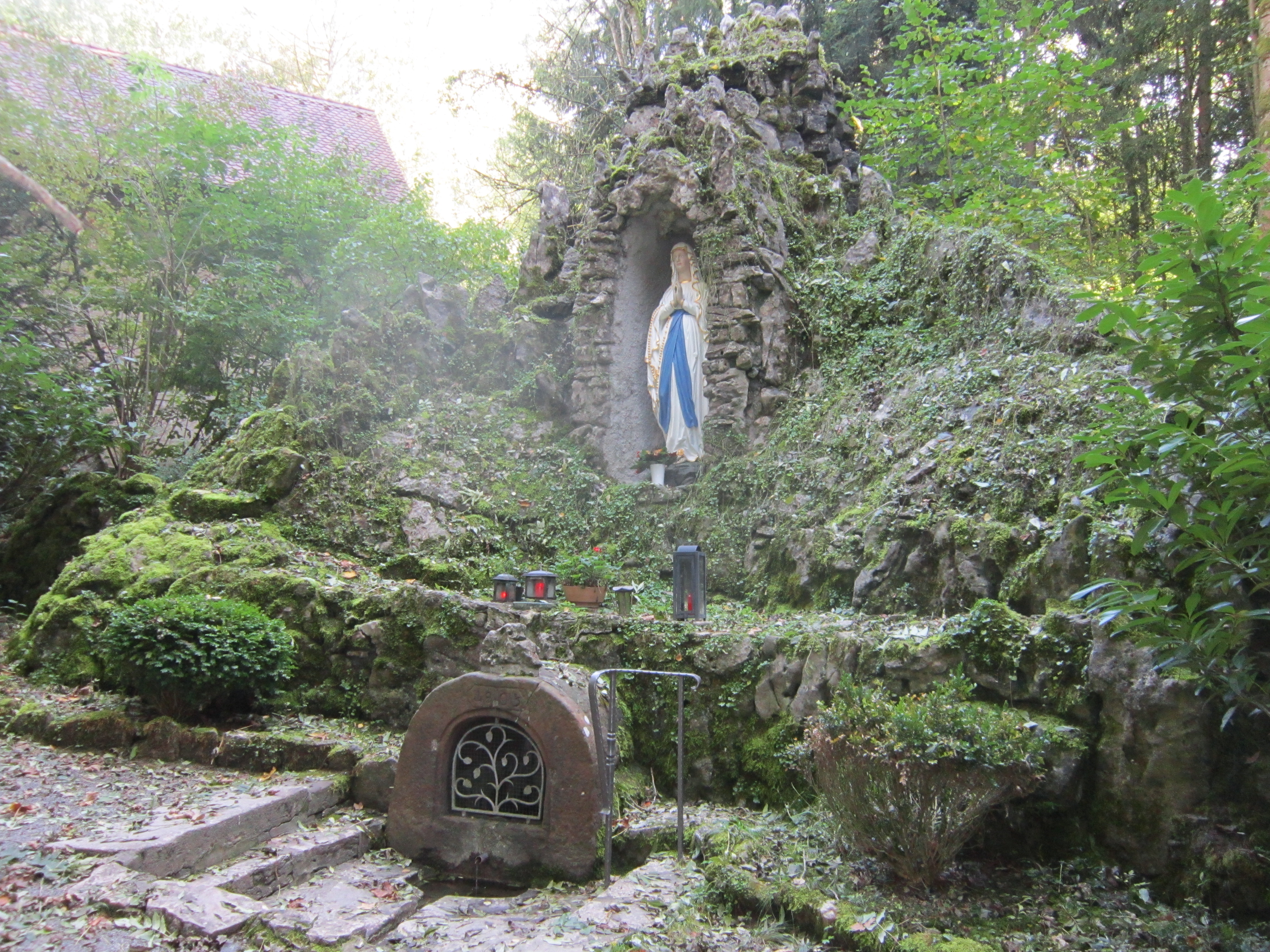
Lourdes-Grotte von 1898

Am 5. Oktober 1862 wurde an der Kapelle ein vom Münchener Maler Georg Grumbach geschaffener und mit Leuchtern für jede Station versehener Kreuzweg eingeweiht; der Kreuzweg ist inzwischen verschollen. Im gleichen Jahr entstanden im Waldweg hinter dem Terzenbrunn aus Holz gefertigte Fünf-Wunden-Stationen; sie wurden im Jahr 1885 durch Stationen aus Blech ersetzt.
Über der im Jahr 1803 gefassten Quelle entstand im Jahr 1898 eine Lourdes-Grotte mit einer von Valentin Weidner geschaffenen Madonnenfigur. Im Frühjahr 1900 entstand mit der Ölberg-Grotte eine weitere Grottenanlage am Terzenbrunn. Aus der zweiten Hälfte des 19. Jahrhunderts stammt das zum Terzenbrunn gehörende, aus Sandstein bestehende Flurkreuz.
Im Rahmen des Anschlusses des nahe gelegenen Eltingshausen an das Schienennetz zwischen 1869 und 1871 entstand die am Terzenbrunn vorbeiführende Eisenbahntrasse, bei deren Bau der Oerlenbacher Bürger Josef Kuhn durch nachstürzende Erdmassen zu Tode kam. Die seit jeher in Eltingshausen herrschende Wasserknappheit spitzte sich im Jahr 1896 derart zu, dass die Bewohner des Ortes ihr Trinkwasser aus dem Terzenbrunn beschafften.
Bei einer Renovierung des Terzenbrunn im Jahr 1897 erfolgte eine Zumauerung der von Säulen getragenen Vorhalle, die bei einer weiteren Renovierung im Jahr 1969 wieder rückgängig gemacht wurde. Im September 1903 entstand der Glockenturm der Kapelle. Einer Sage zufolge stammt dessen im Jahr 1904 eingebaute Glocke, die die Jahreszahl „1518“ trägt, vom Nordturm der Burgruine Botenlauben, der einst als Hauskapelle der Burg genutzt wurde. Eine weitere Renovierung am Terzenbrunn erfolgte im Jahr 1926.
Es erfolgten auch Einbrüche am Terzenbrunn, die neben dem Opferstock auch die künstlerische Ausstattung der Kapelle zum Ziel hatten. Pfarrer Georg Michael Stock beklagte entsprechende Vorfälle aus den Jahren 1905 und 1906. Weitere Vorfälle dieser Art ereigneten sich 1975 und Anfang der 1980er Jahre.
Im Jahr 1932 beklagte sich Pfarrer Josef Drechsel über lärmende Sportveranstaltungen am Terzenbrunn und schlug deren Verbot in einem Umkreis von 200 Metern vor.
Im Jahr 1939 wurde am Terzenbrunn das Christkönigsbild (auch Trutzstatue genannt) eingeweiht, das der Bildhauer Joseph Kirchner aus Hausen (heute Stadtteil von Bad Kissingen) geschaffen hatte. Im Jahr 1975 fiel die Statue einem Diebstahl zum Opfer.

### Zweiter Weltkrieg
Während des Zweiten Weltkrieges diente die Kapelle ab 1939 als Scheinbahnhof, um feindliche Flugzeuge von Arnshausen und andererseits von den Tanklagern im nahen Oerlenbach abzulenken. Noch heute ist der Damm der Schienen, die direkt an der Kapelle vorbeiführten, zu erkennen. Reste von Splittergräben und Unterständen lassen die Errichtung von Kesselwagen- und Güterwaggonattrappen vermuten.
Um das Bodenlauben-Glöckchen vor der staatlich verordneten Metallverschrottung zu retten, wurde es vorübergehend aus dem Glockenturm entfernt.

### Nach 1945
Durch eine Renovierung im Jahr 1969 bekam der Terzenbrunn ein grundlegend neues Erscheinungsbild. Die Zumauerung der Vorhalle sowie die dortigen Votivtafeln wurden entfernt, der Innenraum der Kapelle neu gestaltet. Zum Schutz vor Feuchtigkeit wurde eine Dachrinne am Dach befestigt, das Dach selbst wurde mit einer Spezialfarbe versehen. Bildwerke, die in der Vergangenheit oft Opfer von Raub geworden waren, wurden durch Bildnisse ersetzt, die von Kunstmaler Otto Kraus direkt an die Wand gemalt wurden.
Seit 2002 gehört der Terzenbrunn zu den Stationen des „Fränkischen Marienwegs“.
Im Oktober 2011 wurde mit einer Restaurierung der von Valentin Weidner geschaffenen und in der Grotte befindlichen Marienstatue begonnen. Jedoch erwies sich das ursprünglich angedachte Verfahren zum Einlassen der Statue als unpraktikabel, so dass stattdessen Leinöl eingesetzt wurde. Da sich das ursprünglich auf den 1. Mai vorgesehene Ende der Restauration auf Grund des gewünschten intensiven Eindringens des Öls in das Material der Statue verzögerte, wurde die Madonna des Terzenbrunns vorübergehend durch die Marienfigur des Pfarrheims der Bad Kissinger Pfarrei ersetzt. Nach Fertigstellung der Renovierung wurde die Madonna am 1. Juni 2014 am Terzenbrunn neu geweiht.

## Zum Terzenbrunn gehörende Flurdenkmäler

### Fünf-Wunden-Weg

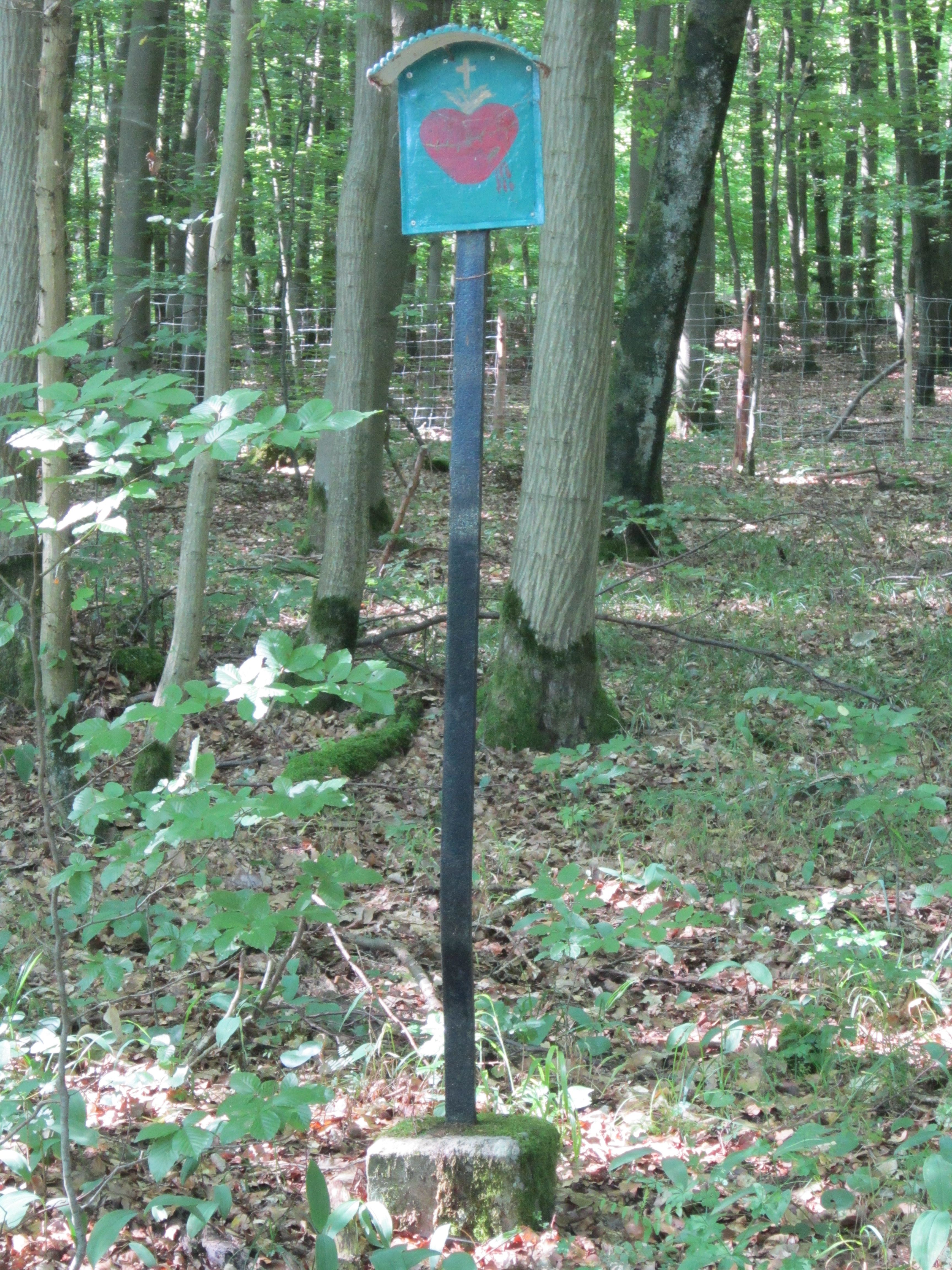
Fünfte Station des Fünf-Wunden-Weges

Die fünf Stationen des Fünf-Wunden-Weges stehen jeweils auf einem Sandsteinsockel. Diese tragen jeweils ein 1,30 Meter hohes Flacheisen, auf dem sich jeweils eine 21 cm/28 cm große Blechtafel befindet. Diese Blechtafeln schließen jeweils halbrund ab, werden von einem ausgebogten Blech überdacht und von einem kleinen griechischen Kreuz bekrönt. Die einzelnen Stationen sind jeweils mit Ölfarbe auf die Blechtafeln gemalt.

### Lourdes-Grotte

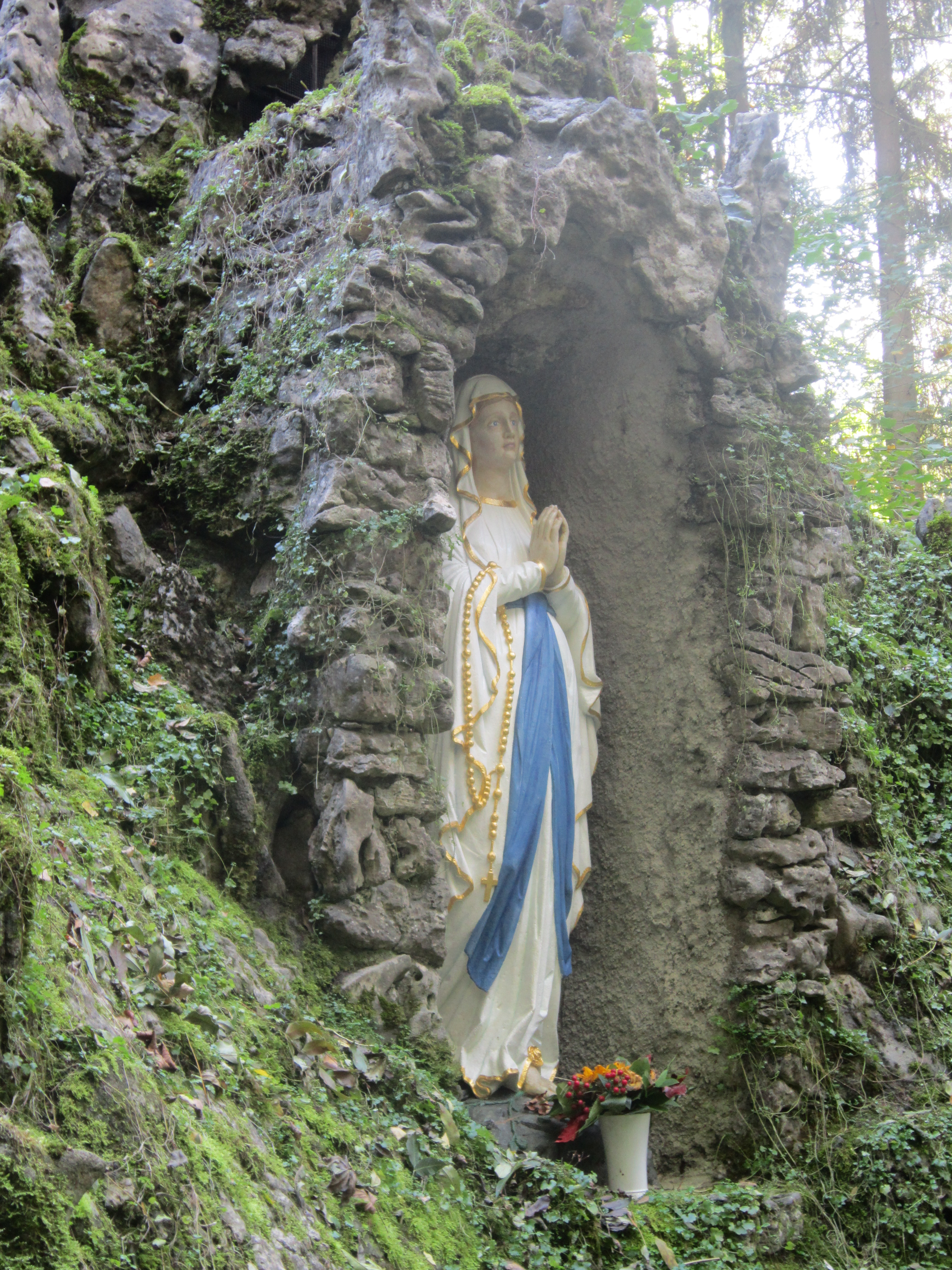
Madonnenfigur (Valentin Weidner, 1898)

Die 1898 entstandene Lourdes-Grotte mit der Madonnenfigur gehört zu den Bad Kissinger Baudenkmälern und ist unter der Nummer D-6-72-114-167 in der Bayerischen Denkmalliste registriert. Die Lourdes-Grotte entstand über einer Quelle neben der Kapelle. Die Quellfassung aus Sandstein entstand laut Inschrift im Jahr 1803. Die im Jahr 1898 entstandene Lourdes-Grotte über der Quellfassung ist etwa sechs Meter hoch. Die für die Grotte benötigten Steine wurde laut Arnshausener Pfarrarchiv dem Spitalholz hinter der „Schwarzen Pfütze“ entnommen. Die Rückwand der Lourdes-Grotte besteht aus Muschelkalkbruchsteinen. Die Rückwand der Grotte beherbergt einen im September 1903 entstandenen Einbau, der mit einer Eisentür verschlossen ist. In diesem Einbau hängt eine Glocke.
Die Madonnenfigur wurde im Jahr 1898 von Bildhauer Valentin Weidner für ein Honorar von 200 M aus „französischem Stein“ geschaffen. Am 21. Juli 1898 wurde die 7 bis 8 Zentner schwere Marienfigur aus Seifenstein in einer feierlichen Prozession von Bad Kissingen zum Terzenbrunn gebracht. Die Einweihung der Lourdes-Grotte erfolgte am 21. August 1898.

### Ölberg-Grotte

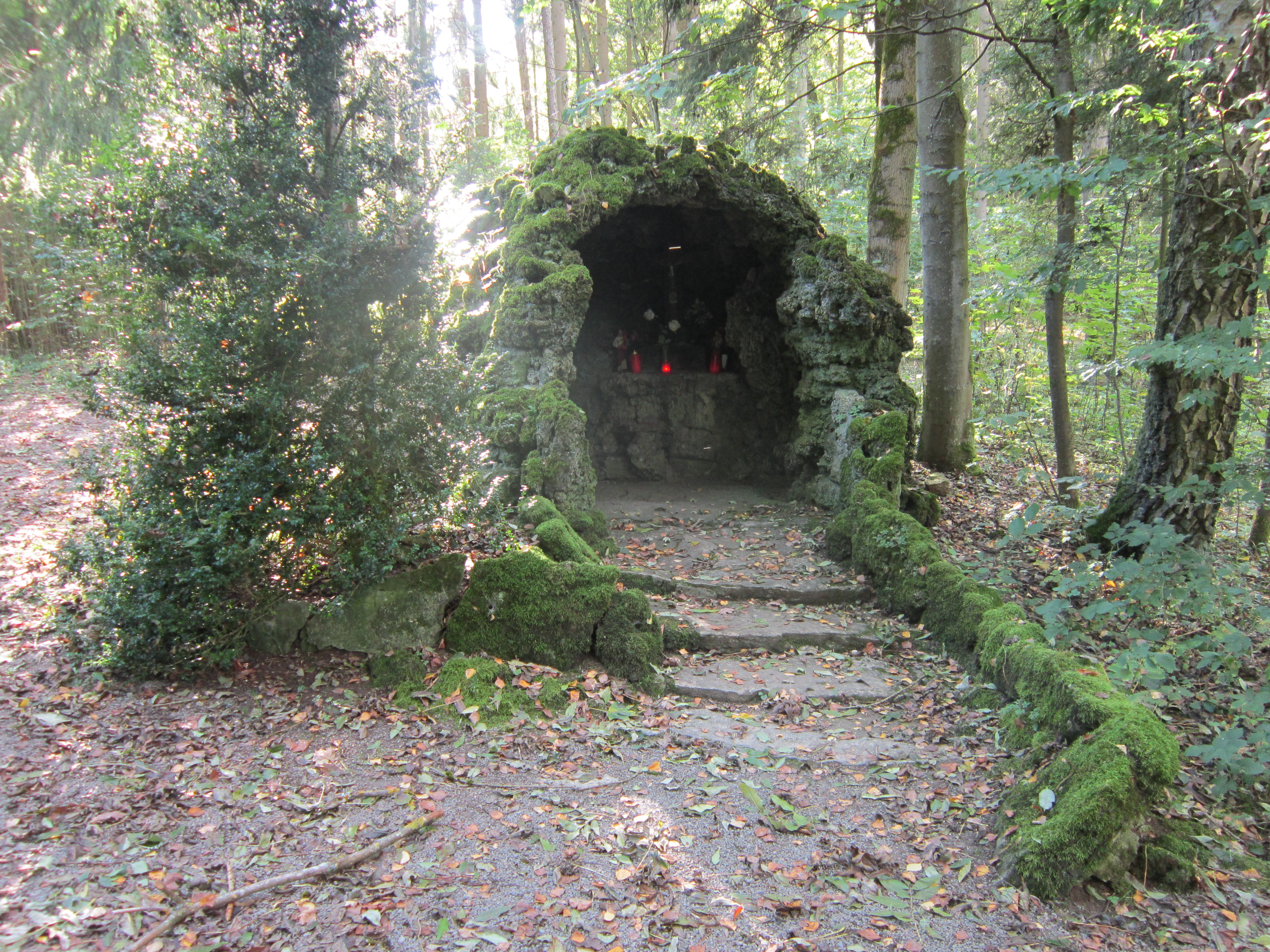
Ölberg-Grotte (1900)

Die im Frühjahr 1900 entstandene Ölberg-Grotte befindet sich wenige Meter neben der 1898 entstandenen Lourdes-Grotte über der Quellfassung. Sie besteht aus unregelmäßigen Natursteinen und ist 2,5 Meter lang, 2,5 breit und 2 Meter hoch.

### Flurkreuz
Zwei Stufen führen zu dem 1,45 Meter hohen Sockel des Flurkreuzes, auf dem sich ein Zitat aus dem Lukas-Evangelium befindet: „Vater! In deine Hände befehle ich meinen Geist“ (Lukas 23,46 ). Der Kreuzstamm ist 3,75 Meter hoch und trägt einen lebensgroßen Korpus. Dieser besteht aus Kunststein und stammt wohl aus einer, vielleicht durch Kriegsschäden nötig gewordenen Restaurierung.